# Alexandre Daguet
Pour les articles homonymes, voir Daguet.
Alexandre Daguet, né le 14 mars 1816 à Fribourg et mort le 20 mai 1894  à Couvet dans le canton de Neuchâtel, est un historien, homme politique et pédagogue suisse. Assistant du Père Girard à Fribourg, il est à considérer comme un des principaux penseurs de l'éducation en Suisse romande, notamment au travers de ses nombreux positionnements dans l'Educateur, la revue des institutrices et des instituteurs de la Suisse romande qu'il dirige de 1865 à 1889. Docteur honoris causa de l'université de Berne, il est fait officier d’Académie de la République française sous le ministère Bardoux en 1879.

## Biographie
Né à Fribourg en 1816, un des bastions du catholicisme en Suisse, Daguet se forme chez les Jésuites du Collège St-Michel, alors fréquenté par les enfants des grandes familles françaises. Habité par un fort sentiment national, Daguet complète sa formation en autodidacte en dévorant les écrits de Johann Heinrich Daniel Zschokke, Albrecht von Haller, du doyen Bridel ou des poètes rustiques alémaniques comme Jeremias Gotthelf ou Johann Martin Usteri (de). En 1841, Daguet fonde l’Emulation, la première revue culturelle du canton de Fribourg dans laquelle il s'attache à façonner une histoire en compilant ses particularismes. 
En 1837, il est engagé comme maître d'histoire à l'école moyenne centrale de Fribourg. Il participe à la fondation de la société d'histoire du canton et de celle de la Suisse romande en 1837. Attaqué par les ultramontains fribourgeois pour ses idées libérales et patriotiques, il s'installe à Porrentruy où il dirige l'école normale du Jura bernois entre 1843 et 1848 et fonde la Société jurassienne d'Émulation. Rappelé par le régime radical à Fribourg, il prend la direction de l'école cantonale. Les conservateurs y reviennent au pouvoir en 1857 et Daguet n'est pas reconduit dans ses fonctions. Le Conseiller d’État genevois Tourle s’emploie à le faire nommer à l’école polytechnique de Zurich, sans succès. Daguet vit alors de sa plume. En 1858, les autorités politiques fribourgeoises le placent finalement à la tête de l’école secondaire des jeunes filles. 
En 1866, année où il est fait docteur honoris causa de l'université de Berne pour son œuvre d'historien, il est engagé à l'Académie de Neuchâtel comme professeur d'histoire nationale, en même temps que Ferdinand Buisson. Les deux hommes vont coopérer en matière d'éducation jusqu'à la mort de Daguet en 1894. Buisson cherche à attirer son collègue suisse à Paris afin de construire "une œuvre internationale d'éducation". Ce sera finalement un autre Suisse, James Guillaume, qui s'exilera à Paris en 1878 pour devenir la cheville ouvrière du Dictionnaire de pédagogie et d'instruction primaire. Toutefois, Daguet va se construire un solide réseau avec des personnalités françaises de premier plan : on le retrouve à Paris lors de l'exposition universelle de 1867 où il propose en Sorbonne la création d'une Association pédagogique universelle. Il va également se faire le protecteur des proscrits français qui s'exileront en Suisse à la suite du coup d'État de Louis Napoléon Bonaparte. Il accueille le peintre Gustave Courbet et son ami de jeunesse, l'écrivain réaliste Max Buchon. Il rencontre Jean Macé lorsque celui-ci est contraint de fuir Strasbourg en 1870 pour s'installer à La Neuveville en Suisse. Edouard Charton le visite à Neuchâtel à plusieurs reprises et le publie dans le Magasin pittoresque. Il nourrit par ailleurs une longue correspondance avec Frédéric Passy, le fondateur de la Ligue internationale et permanente de la paix, prix Nobel de la paix en 1901.
En 1870, il adhère, avec son beau-père l’avocat Alexandre Favrot, à l’Église vieille-catholique et se rapproche de Hyacinthe Loyson, alors installé à Genève. Deux ans plus tard, il entre en franc-maçonnerie et fréquente la loge La Bonne Harmonie à Neuchâtel.
Il consacre les dernières années de sa vie à la publication de la biographie du Père Girard débutée peu après la mort du pédagogue fribourgeois en mars 1850. Celle-ci paraîtra finalement de manière posthume à Paris en 1896, grâce au soutien des cadres de la IIIe République comme Ferdinand Buisson ou Jules Steeg.

## Publications
- L’Émulation, revue culturelle du canton de Fribourg, 1841-1846.
- Histoire de la Confédération suisse depuis les premiers temps jusqu'en 1860, Neuchâtel & Paris, Leidecker, 1861 (7 rééditions et plusieurs traductions).
- Histoire abrégée de la Confédération suisse à l'usage des écoles et des familles, Neuchâtel, Leidecker, 1863 (16 rééditions).
- Rapport sur l'exposition scolaire de Paris en 1867, Lausanne, Imprimerie Borgeaud, 1868.
- Manuel de pédagogie ou d'éducation à l'usage des personnes qui enseignent et des amis de l'éducation populaire, Neuchâtel, Delachaux, 1871 (5 rééditions).
- Le Père Girard et son temps. Histoire de la vie, des doctrines et des travaux de l'éducateur suisse (1765-1850), Paris, Fischbacher, 1896.